# قزلباش

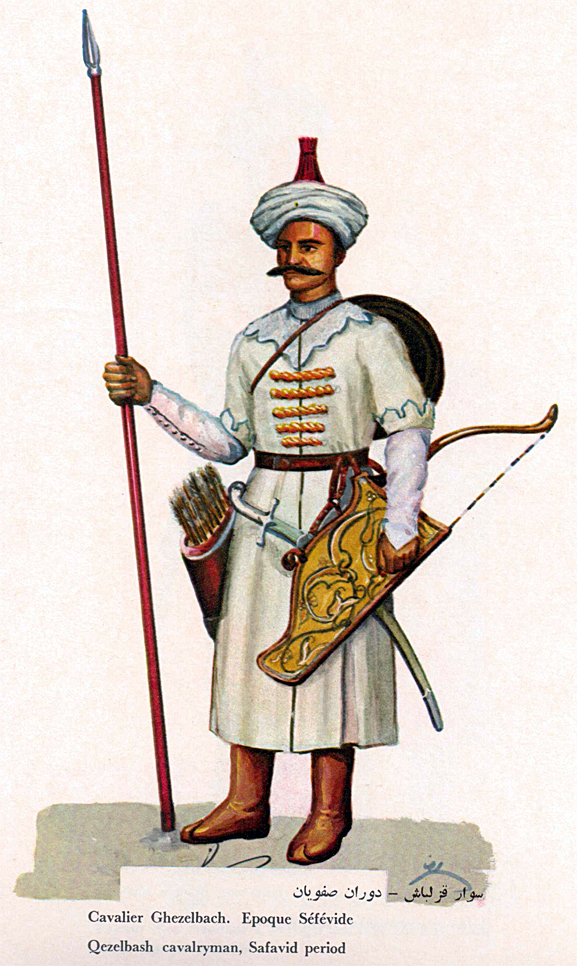
نگاره یک قزلباش در دوره صفویه

قِزِلباش (به ترکی آذربایجانی: Qızılbaş، به ترکی عثمانی: قزیل باش، به ترکی استانبولی: Kızılbaş)، گروهی متنوع از ایلات ترکمان شیعه مذهب و پیرو طریقت صفویه بودند که از اواخر سده پانزدهم میلادی در نواحی آذربایجان و قفقاز ظاهر شدند و شاه اسماعیل یکم به یاری آنها امپراتوری صفوی را پس از براندازی پادشاهی آق‌قویونلو بنیان گذاشت. ارتش ایران در آغاز دولت صفویه را قزلباش‌ها تشکیل می‌دادند. در میان قزلباش‌ها، قبایل ترک اغوز که ساکن آناتولی شرقی و آذربایجان بودند، از نظر تعداد و نفوذ بسیار مهم بودند و نام قزلباش معمولاً منحصراً برای آنها کاربرد دارد.

## نام

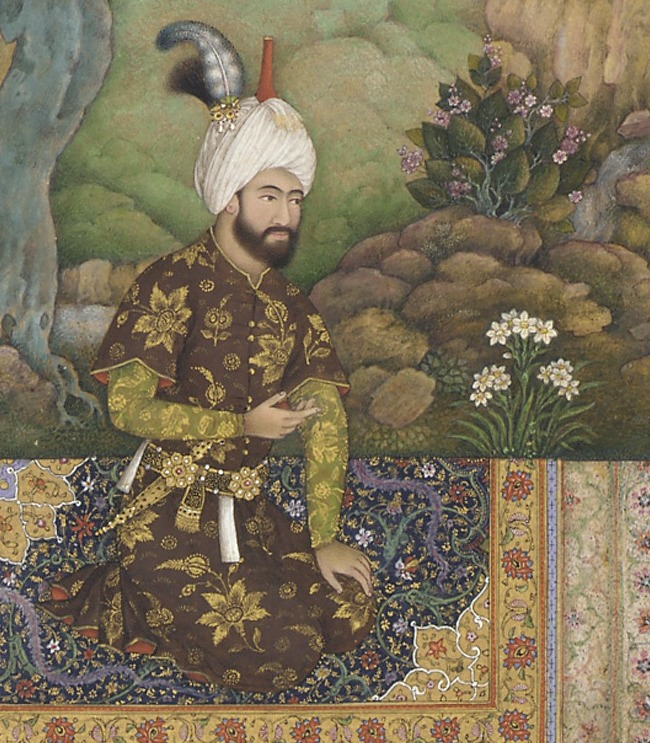
نگاره‌ای از شاه تهماسب یکم با کلاه قزلباش اثر فرخ بیگ

لغت «قزلباش» از دو واژهٔ ترکی قزل به معنی «سرخ» و باش به معنی «سر» تشکیل یافته‌است. اگرچه در زبان ترکی امروزی در ایران و آناتولی، واژه باش (Baş) به معنی کلاه هم استفاده می‌شود. وجه تسمیهٔ آن نیز به کلاه سرخی که پیروان این طریقت به سر داشتند مربوط می‌شود که توسط شیخ حیدر، پدر شاه اسماعیل یکم، برای صوفیانِ مرید خود ابداع شده بود. این کلاه همچنین با نام «تاج حیدری» هم شناخته می‌شود. نام قزلباش در اصل یک برچسب تحقیرآمیز بود که عثمانیان به آن‌ها داده بودند؛ اما خیلی زود به عنوان یک نام تحریک‌کننده و غرورآمیز توسط پیروان طریقت صفویه پذیرفته شد.
یک روایت دیگر آن است که قزل در زبان ترکی آذربایجانی به معنای طلا است و با ترکیب قزل یعنی طلا و باش به معنی سر به واژه سر طلا می‌رسیم؛ به نظر می‌رسد چون شاهان صفوی برای ارتش قزلباش خود اهمیت بسزایی از جهت مرید و مرادی قائل بوده‌اند سر هرکدام از این افراد را به اندازه طلا ارزشمند می‌دانستند؛ یعنی یک قزلباش برای شاه صفوی به اندازه وزن سرش طلا می‌ارزد.

## تشکیلات
قزلباشان متشکل از بسیاری از اقوام مختلف با پیشینه غالب (اما نه منحصراً) ترک زبان بودند که در پایبندی خود به نظم صفویه متحد شدند. قزلباش‌ها پس از اصلاحات نظامی شاه عباس یکم، به غیر از ترکمانان شامل اقوام کرد، لر، فارس و تالشی‌ها نیز بودند.
قزلباشان به عنوان مرید فرمانبردار رهبر خود یعنی «پیر» یا بزرگ طریقت صفوی بودند که بعدها با عنوان «مرشد کامل» و پس از تأسیس پادشاهی، در جایگاه «پادشاه» متجلی شد. از این‌رو، تأسیس دولت صفوی، رابطه صرفاً مذهبی «پیر و مرید» در گذشته بین قزلباشان و رهبر صفوی را به یک رابطه سیاسی تغییر داد که در نتیجه، هرگونه نافرمانی صوفیان قزلباش در برابر دستور پیر طریقت، از «ناصوفیگری» به «خیانت به پادشاه» و «جنایت علیه دولت» تبدیل شد. یک مورد نمونه، برخورد شاه عباس یکم در سال ۱۶۱۴ بود؛ زمانی که او برخی از پیروان خود را با جرائم سیاسی (و نه مذهبی) به قتل رساند.

## عقاید

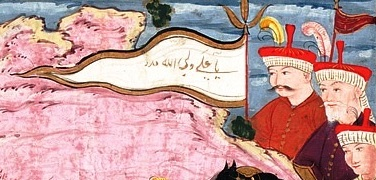
نگاره‌ای از قزلباشان با پرچم «یا علی ولی‌الله مدد» در جنگ با ازبکان

قزلباش‌ها از علویان آناتولی بودند که خود را شیعه می‌شمارند درحالی‌که اعتقادات ساده آنان با فقه شیعه ارتباطی نداشت و آمیخته‌ای بود از برخی روایات شیعه و افکار اسماعیلی و آداب تصوف و اعتقاد به حلول و تناسخ و چیزهایی از آداب و رسوم پیش از اسلام ایران نظیر اینکه نوروز را بزرگ‌ترین عید خود می‌شمارند و با آیین و شکوه برپا می‌دارند. آداب و اندیشه‌های قزلباشان ظاهراً ریشه‌های کهن در آناتولی دارد. عبدالباقی گلپنارلی از شعار، لباس و کلاه سرخ قزلباش‌ها، حدس می‌زند که آغاز این اعتقادات به اواخر ساسانیان می‌رسد که ملحدین زرتشتی و مزدکی‌ها از بیم آزار و تعقیب موبدان به روم می‌گریختند و بعدها خرمدینان بابکی و سپس‌تر اسماعیلیان به آناتولی پناه می‌بردند. حمله مغول به ایران باعث مهاجرت گسترده ایرانیان به مناطق مختلف از جمله آناتولی شد. این مهاجرت‌ها تأثیر قابل توجهی بر فرهنگ و ساختار اجتماعی و سیاسی آناتولی گذاشت و به نفوذ هرچه بیشتر ایرانیان در این منطقه منجر شد. فرقه‌های تصوف نقش مهمی در این منطقه داشتند و فرقه‌های متعددی از صوفیان وجود داشت كه سرچشمه آن‌ها به خراسان بازمی‌گشت. از جمله شخصیت‌هایی که با حمله مغول‌ها از خراسان به آناتولی مهاجرت کردند می‌توان به حاجی بکتاش ولی و بابا الیاس خراسانی اشاره کرد که نقش موثری در ترویج علوی‌گری در آناتولی داشتند.
اعتقادات قزلباش‌ها که آمیخته‌ای از اجزاء برگرفته از منابع گوناگون است، به صورت سنت و فرهنگ عامه آنهاست که در کتاب خاصی تدوین نشده و سینه به سینه نقل شده است و عبادات آنان آیین‌های گروهی است که در شب‌های معینی از هفته به وسیله پیران آن‌ها رهبری می‌شد و زن و مرد در کنار هم حضور داشتند. با آشکار شدن اعتقادت علوی شیخ جنید، پیوستن قزلباش‌ها به طریقت صفوی به اوج خود رسید. شیخ جنید مقام ارشاد معنوی را با رهبری سیاسی و نظامی توأم کرد و به دست او پیوستگی میان قزلباش‌های آناتولی و دارالارشاد اردبیل استوار گردید و در دوره پسرش شیخ حیدر و نوه‌اش شاه اسماعیل این رشته ارتباط استوارتر شد. سیل مهاجرت قزلباش‌ها و پیوستن آن‌ها به مرشد کامل روز به روز خروشان‌تر گردید و گروه‌هایی هم که در دیار خود ماندند دل‌هایشان در ایران بود. شاه اسماعیل صفوی که به یاری مهاجران قزلباش به سلطنت رسید، اگر دیوان اشعار منسوب به او واقعاً از او باشد، باید قبول کرد که او پیرو فقه شیعه نبوده است بلکه علوی بوده است و از دوره پسرش شاه تهماسب یکم بود که قزلباش‌های ایران پیرو احکام فقهای شیعه گردیدند. قزلباش‌های آناتولی با همان اعتقادات سنتی ماندند و علاقه آن‌ها به دولت صفوی و ارتباط آن‌ها با ایران بر جای ماند. برای رهبری آنان در هر ناحیه کسانی از ایران به نام «خلیفه» فرستاده می‌شدند. خلیفه‌ها علاوه بر تبلیغات سیاسی و مذهبی، پول‌هایی را هم جمع‌آوری می‌کردند و به ایران می‌فرستادند. رهبری خلیفه‌ها با «خلیفه‌الخلفا» بود که در اوایل صفویه یکی از مقامات مهم دولت صفوی بود. اما در آخرین سال‌های آن سلسله با پراکنده شدن قزلباش‌های آناتولی این سمت هم اهمیت سیاسی خود را از دست داد. از کتاب تذكرةالملوک بر می‌آید که خلیفه‌الخلفا کارش این بوده که در شب‌های جمعه عده‌ای از صوفیان را در توحیدخانه جمع می‌کرد که ذکر می‌گفتند و نان و حلوا می‌خوردند و نیز به پیشنهاد او خلیفه‌هایی در ولایات برای امر به معروف و نهی از منکر برگزیده می‌شدند. درباره باور قزلباشان به شیخ حیدر در کتاب عالم‌آرای امینی چنین آمده: «گویند همه آنها او را معبود خویش می‌دانستند و از وظایف نماز و عبادات اعراض کرده، جنابش را قبله و مسجود خود می‌شناختند. شیخ هم دین اباحت را برای ایشان ترویج داده، قواعد شریعت خرمیان بابکی در میانشان نهاد».
در زمانی که قزلباشان تبریز را فتح کردند، در میان سران‌شان حتی یک کتاب در مورد شیعه دوازده‌امامی وجود نداشت. به ناچار کتاب علامه حلی از کتابخانه شهر تهیه شد تا راهنمای دینی برای دولت باشد. علمای شیعه در شکل‌گیری سیاست‌های مذهبی صفویه در اوایل مشارکت نداشتند. در آینده علمایی مانند شیخ کرکی از لبنان، عراق و بحرین وارد شدند تا عمل و اعتقادات اثنی عشری را  اشاعه دهند.

## سیمای قزلباشان

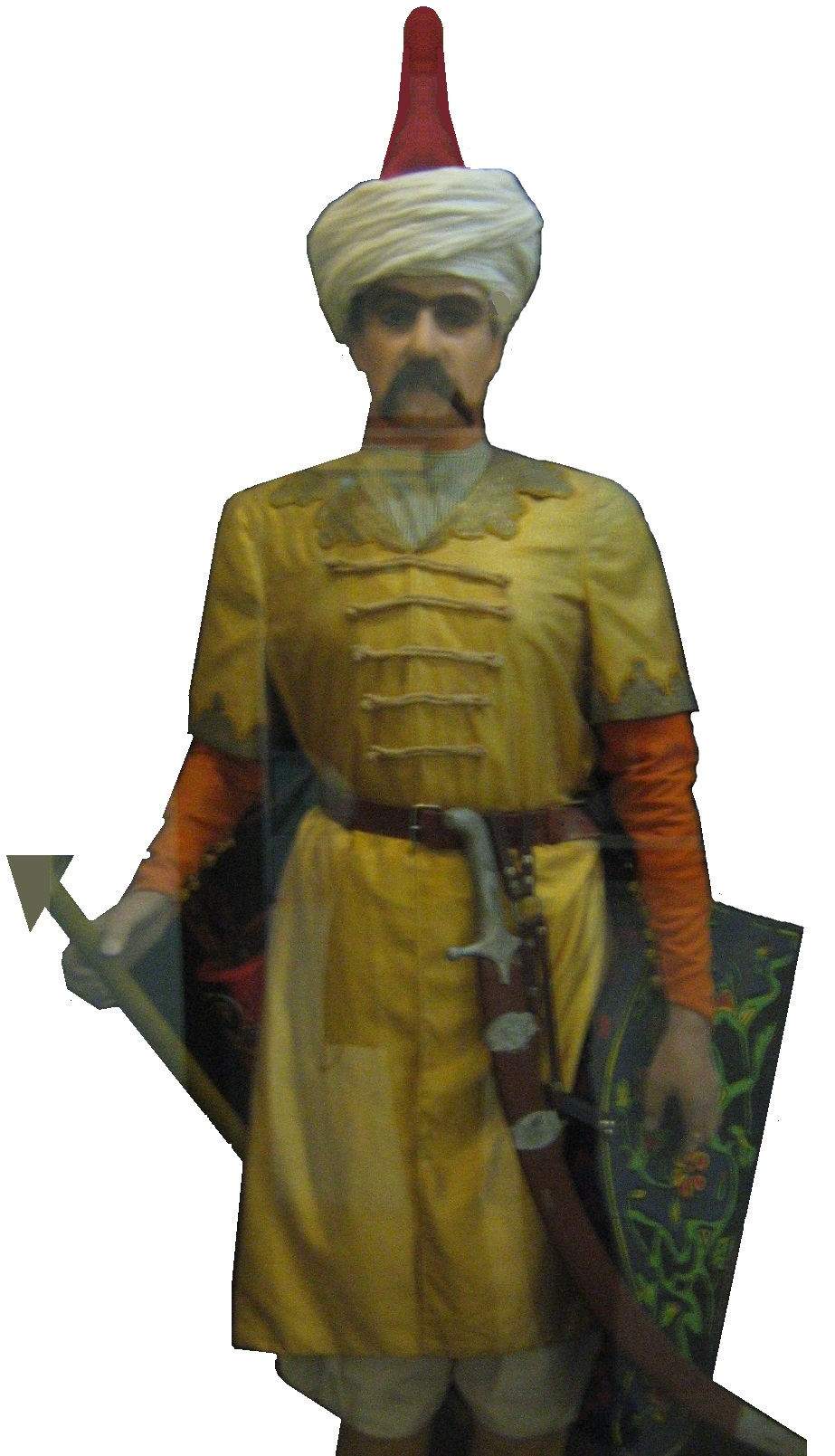
بازسازی سیمای یک جنگجوی قزلباش؛ واقع در کاخ سعدآباد.

قزلباش‌ها معمولاً ریش‌های خود را می‌تراشیدند و سبیل‌های درازی می‌گذاشتند و بر روی سر تراشیده خود کلاهی سرخ رنگ بر سر می‌گذاشتند. در قسمتی که کلاه سر را می‌پوشاند، گشاد و نوک آن تنگ و بلند بود و به نشانهٔ ۱۲ امام شیعه، ۱۲ خط راه راه روی کلاه دیده می‌شد و دستار غالباً سفید‌رنگ دور آن پیچیده می‌شد. شاه‌عباس بزرگ تغییراتی در کلاه ایجاد کرد و ‌اندازه کلاه را از بیرون دستار به چهار انگشت رساند. همچنین برای کاستن قدرت امرای قزلباش، اجازه بر سر نهادن این کلاه به دیگران مانند سربازان ارمنی و گرجی داد. 
نوعی دیگر از کاربرد این کلاه در معیت کلاهخود جنگی بود. برای این کار با ایجاد شکافی گرد در رأس کلاه‌خود و گذراندن برجک کلاه قزلباش از زیر سوراخ آن، دو سرپوش را باهم بر سر می‌نهادند که در نگاره‌های دورۀ صفویه مشهود است.

## ایلات قزلباش

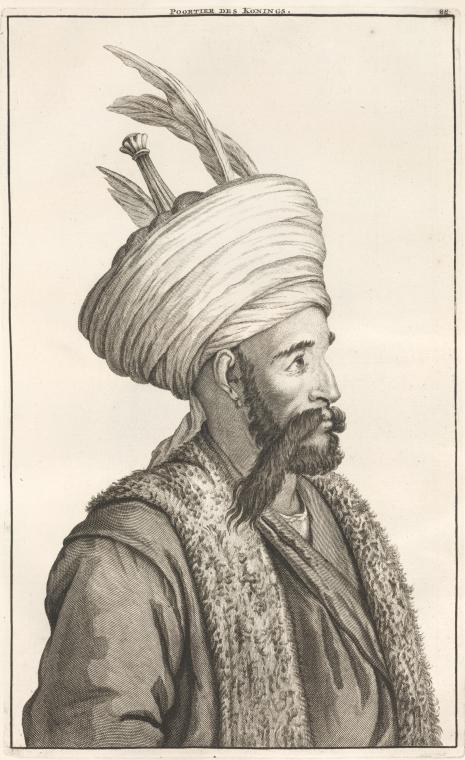
نگاره یک قزلباش در دوره شاه سلطان حسین اثر کرنلیوس دبروین

ایل‌های قزلباش عمدتاً از تُرک‌های اغوز ساکن آذربایجان و آناتولی شرقی تشکیل شده بود. با پیوستن خان‌ها و قبایل جنوب سبلان، قره‌داغ و دشت مغان به قزلباش‌ها و فرمانبری کامل آن‌ها از شاه اسماعیل، قدرت و توان قزلباشان که در آن زمان در حکم ارتش ایران بودند، بالا رفت. بعدها، با پیوستن ایل‌ها و قبایل کوچک قزلباش به یکدیگر، ایل بزرگ شاهسون تشکیل شد.
هفت ایل اصلی ترکمان که ایلات قزلباش را تشکیل دادند عبارت بودند از:
1. ایل افشار
2. ایل قاجار
3. ایل تکلو
4. ایل روملو
5. ایل شاملو
6. ایل ذوالقدر
7. ایل استاجلو

ایلات ترکی ایل بیگدلی (Beğdili)، بیات (Bayat)، شمگانی (Shamgani)، قاراملی (Qaramanlı)، بهارلو (Baharlı)، آلپات (Alpaut)، ارشلی (Ərəşli)، قازاخلی (Qazaxlı) نیز از ایلاتی بودند که بعدها به قزلباشان پیوستند. ایلاتی غیرترک نیز در میان قزلباشان وجود داشتند که توسط ترکمانان «تاجیک» یا فارس نامیده می‌شدند. مانند:
- برخی قبیله‌ها و خاندان‌های پارسی

و دیگر اقوام های ایرانی تبار چون:
- تالشی‌ها
- لرها
- ایل سیاه کوه
- برخی ایل‌های کرد

رقابت میان طوایف ترک و اشراف ایرانی، مشکل بزرگی در اوایل پادشاهی صفوی بود. به گفته ولادیمیر مینورسکی: «تنش بین این دو گروه اجتناب‌ناپذیر بود زیرا ترکمانان هیچ جایی در سنت ملی ایرانی نداشتند». شاه اسماعیل یکم با انتصاب وکیل‌های تاجیک (فارس) به عنوان فرمانده ایلات قزلباش، سعی در کنترل این مشکل داشت. ترکان قزلباش این را توهینی برای خود تلقی می‌کردند و درگیری میان آنها باعث مرگ ۳ تن از ۵ وکیل ایرانی منصوب شده گشت. تندروی‌هایی که بعدها باعث محرومیت ترکان توسط شاه عباس یکم شد.

## تاریخ

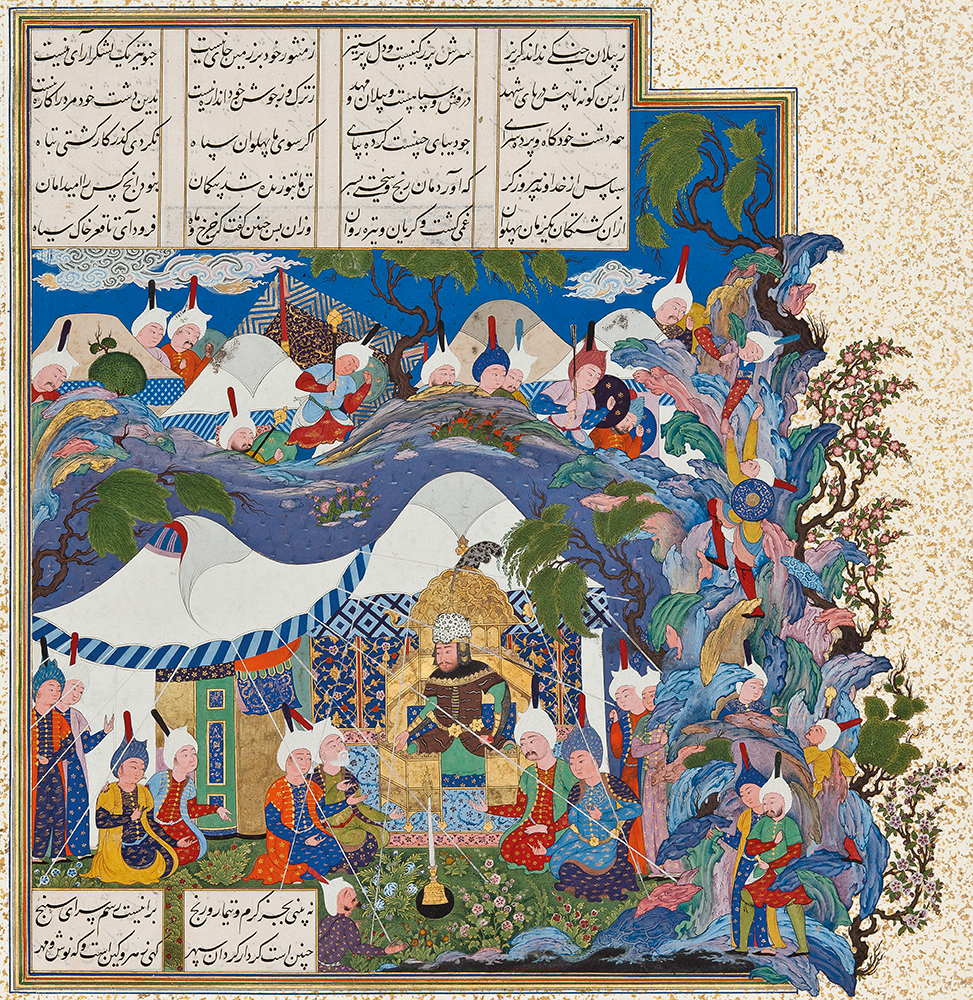
برگی از شاهنامه طهماسبی که در آن رستم در میان ایرانیانی است که کلاه قزلباش بر سر دارند.

حامیان اصلی صفویان، ایلات ترکمان بودند که قزلباش خوانده می‌شدند. مهم‌ترین قبایل قزلباش عبارت بودند از ایل افشار، ایل قاجار، ایل شاملو، ایل تکلو، ایل ذوالقدر، ایل روملو و ایل استاجلو، که همگی از آناتولی و سوریه به ایران آمده بودند. هر دودمان به بخش گوناگونی از ایران مهاجرت کرد و رهبرانشان پس از فتح آن مناطق به حکومت آن دیار منصوب شدند؛ بنابراین استاجلوها در آذربایجان و بخشی در عراق عجم و کرمان اقامت کردند؛ طایفه قهرمانلو در شیروان و ایل شاملو در خراسان اقامت نمود، و ایل تکلو حکمرانی اصفهان، همدان و بخش‌هایی از عراق عجم را گرفت؛ فارس در دست ایل ذوالقدر بود، ایل افشار کهگیلویه و خوزستان را داشت و بغداد در کنترل طایفه ماوشلو قبیله‌ای کوچکتر و منشعب از آق‌قویونلو بود. در واقع، مهاجرت قبایل تُرک از آناتولی و سوریه به ایران، که مربوط به قرن چهاردهم است، در به قدرت رسیدن صفویه و ماندگاری آن‌ها به عنوان یک دودمان سیاسی کمک زیادی کرد. در تاریخ بعدی ایران، قبایل تُرک نقش اصلی را ایفا کردند. دودمان صفوی با کمک ارتش متشکل از قبایل تُرک قزلباش (افشار، قاجار، شاملو، تکلو، ذوالقدر، روملو و استاجلو) به حکومت رسید و قدرت را حفظ کرد. نادرشاه افشار از شاخه خراسان از طایفه قرخلو قبیله افشار برخاست و پس از درهم شکستن افغان‌ها، دودمان افشاری را تأسیس کرد و در نیمه دوم قرن هجدهم میلادی، حکومت ایران به دست مجموعه دیگری از روسای قزلباش، یعنی ایل قاجار افتاد. در ایران طی سال‌های ۱۵۰۱ تا ۱۷۲۲ قدرت نظامی معمولاً منشأ ایلی داشت و قدرت سیاسی نیز از آن پیروی می‌کرد و قدرت نظامی و سیاسی در ایران عموماً در دست قبایل تُرک بود.

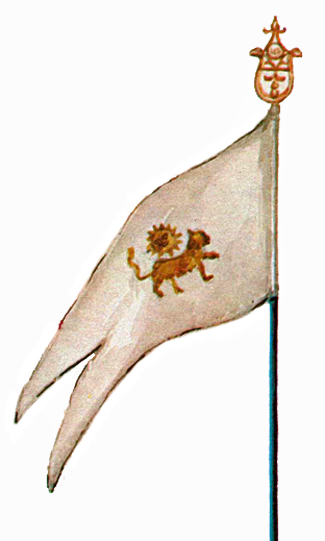
پرچم سپاهیان قزلباشان در دوره شاه عباس بزرگ با نشان شیر و خورشید

یکی از مشکلات مهمی که شاه اسماعیل پس از استقرار دولت صفوی با آن روبرو شد این بود که چگونه می‌توان شکاف بین دو گروه قومی عمده در این کشور را از بین برد: ترکمانان قزلباش به عنوان «مردان شمشیر» که با توان نظامی او را به قدرت رسانده بودند، و عناصر پارسی که «مردان قلم» بودند و صفوف اداری و تشکیلات مذهبی در دولت صفوی را پر کردند همان‌گونه که طی قرن‌ها تحت حاکمان قبلی ایران (اعم از عرب، ترک، مغول، یا ترکمان) این مسئولیت را عهده‌دار بودند. به عقیده مینورسکی، اصطکاک بین این دو گروه اجتناب‌ناپذیر بود، زیرا قزلباش‌ها بخشی از فرهنگ ملی پارسی نبودند. ترکمانان همانند نفت و آب به‌راحتی مخلوط نمی‌شدند و این دوگانه‌گی جمعیت عمیقاً بر مدیریت نظامی و مدیریت مدنی ایران تأثیر می‌گذاشت. راه حل شاه اسماعیل برای این مشکل ایجاد مقام «وکیل نفس نفیس همایون» بود، یعنی جانشین و معاون شاه در هر دو مقام دینی خود به عنوان مرشد کامل صوفیان، و به عنوان شاه یا حاکم موقت دولت. این واقعیت که اولین کسی که برای تصدی این سمت انتخاب شد، حسین‌بیگ شاملو، یکی از اهل اختصاص و لَلِ‍ه (مربی) شاه اسماعیل طی دوران کودکی در گیلان بود، از اهمیت بیشتری برخوردار است، زیرا حسین‌بیگ یکی از فرماندهان قزلباش بود. این آزمایش به نتیجه نرسید، زیرا وی بسیار قدرت گرفت و توسط شاه اسماعیل در سال ۱۵۰۴ برکنار شد. سپس شاه اسماعیل یک فرد فارس را به این مقام منصوب نمود، اما این سیاست، که در آن کینه و خصومت آشکار قزلباش همچنان ادامه داشت، حتی کمتر موفقیت‌آمیز بود. بین سال‌های ۱۵۰۸ و ۱۵۲۴، شاه پنج نفر از فارس‌ها را پیاپی به مقام وکیل منصوب کرد که از این پنج نفر، اولی یک سال پس از انتصاب درگذشت و در یکی از تواریخ گفته شده که وی موقعیت ترک‌ها را تضعیف نمود. نارضایتی قزلباشان از هرگونه تضعیف موقعیت مسلط آن‌ها در سیستم اداری صفوی، تحت نظر وکیل دوم نیز مورد توجه قرار گرفت و هنگامی که او به فرماندهی ارتش صفوی در ماوراءالنهر منصوب شد، قزلباشان خدمت تحت فرماندهی او را یک توهین قلمداد کردند، و عدم حمایت از وی در میدان جنگ موجب کشته‌شدن او گردید. سومین وکیل ایرانی در جنگ چالدران کشته شد و وکلای چهارم و پنجم نیز توسط قزلباشان به قتل رسیدند. این واقعیت که شاه اسماعیل بر انتصاب وکلای ایرانی [غیرقزلباش] اصرار داشت، فقط می‌تواند به معنی ترس او از خطر تمرکز تمام قدرت در دست امرای قزلباش باشد، همانگونه که بلافاصله پس از مرگ شاه اسماعیل و تسلط قزلباشان بر کنترل حکومت، مشخص گردید که این احساس خطر او صحیح و بسیار واقعی بوده‌است، عملی که بعدها انگیزه‌بخش شاه عباس برای محرومیت و تضعیف ترکمان‌ها شد.
آزار و اذیت قزلباش‌ها در پی جانشینی تدریجی قزلباش‌ها توسط شاه عباس در رده‌های نظامی و اداری صفوی صورت گرفت. به دلیل سیاست‌های او و شاه صفی یکم، قزلباش‌ها شروع به چرخش و شورش علیه صفویان کردند. این امر سپس منجر به پذیرش عقاید کلاسیک اثنی عشری توسط ایران شد و شاه عباس به‌همراه علمای شیعه در مبارزه با عقاید قزلباش‌ها با هم همکاری کردند و در نهایت باعث انحطاط عقاید آن‌ها به نفع تفسیری ارتدکس از تشیع دوازده امامی شدند.

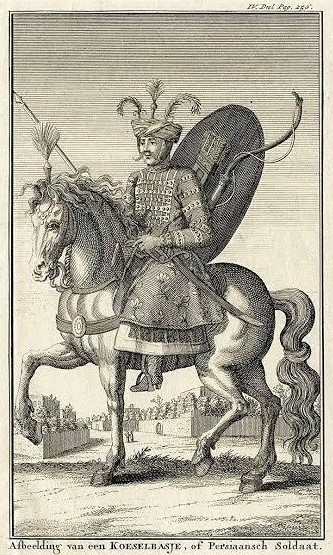
نگاره‌ای از یک سوار قزلباش در دوران شاه سلیمان یکم در سفرنامه شاردن

نیروهای نظامی قزلباش‌ها در درجهٔ اول خود را متعهد به اطاعت از سران قبیله و خاندان (اویماقِ) خود می‌دانستند و حقوق و مواجب خود را نیز از این سرانِ ایل دریافت می‌کردند. شاه عباس اول، با تشکیل نیروهای شاهسَوَن، که تنها از شاه حقوق می‌گرفتند و زیر فرمان مستقیم گماشتگان شاه بودند، در کنار تشکیل سپاه «غلامان خاصه شریفه»، سعی در افزایش قدرت شاه در مقابل خودسری‌های برخی امرای قزلباش داشت.
شاملوها و استاجلوها در زمان حکومت خاندان صفوی قدرتمندترین خاندان قزلباش بودند. مهم‌ترین افراد نزدیک به شاه اسماعیل (اهل اختصاص) در ابتدای به قدرت رسیدن وی از شاملوها بودند و تا زمان شاه عباس اول، شاملوها قوی‌ترین و بانفوذترین قبایل قزلباش بودند. تَکَلّوها، پس از واقعهٔ رویارویی با شاه تهماسب یکم و مطرودشدن‌شان، دیگر قدرت چندانی در میان قبایل قزلباش نداشتند و نفوذ خود را از دست دادند. افشارها و قاجارها ابتدا دارای قدرت و نفوذ کمی در ساختار قدرت بودند، اما با زوال قدرت صفوی توانستند هر یک برای مدتی خود را به‌عنوان قدرت اول کشور مطرح کنند.
امرای قزلباش عموماً به‌عنوان امرای نظامی و حاکم ولایات تعیین می‌شدند، اما معمولاً امور دیوانی و وزارت در حیطهٔ کاریِ آن‌ها قرار نداشت. بالاترین مقام قزلباش، «امیرالامرا» بوده‌است.
در زمان شاه عباس یکم، ایلات قزلباش منحل شده و از ادغام تعدادی از قزلباش‌ها، ایل شاهسَوَن ایجاد شد. با اصلاحاتی که در زمان شاه عباس یکم صورت گرفت، مقام‌های «وکیل» و «امیرالامرا»، که بی‌استفاده شده بودند، با جایگاه «سپه‌سالار» جایگزین شدند که فرماندهی کل قوا ــ اعم از ترکمان و غیرترکمان ــ را بر عهده داشت.

## قزلباشان امروزی

### افغانستان

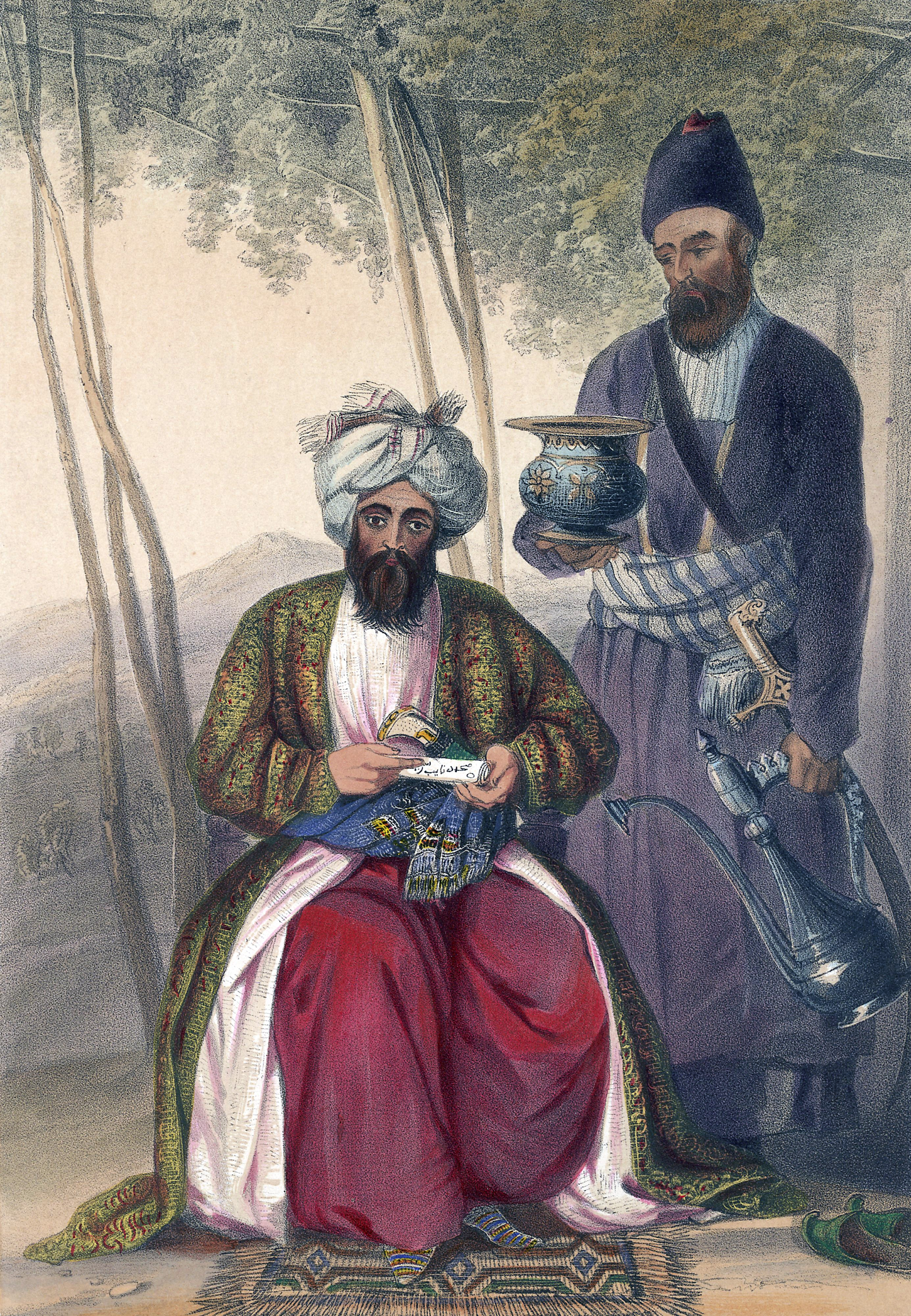
محمد نایب شریف، رهبر گروه قزلباش‌های افغانستان در طول جنگ اول افغان و انگلیس میان سال‌های ۱۸۳۹ تا ۱۸۴۲ میلادی.

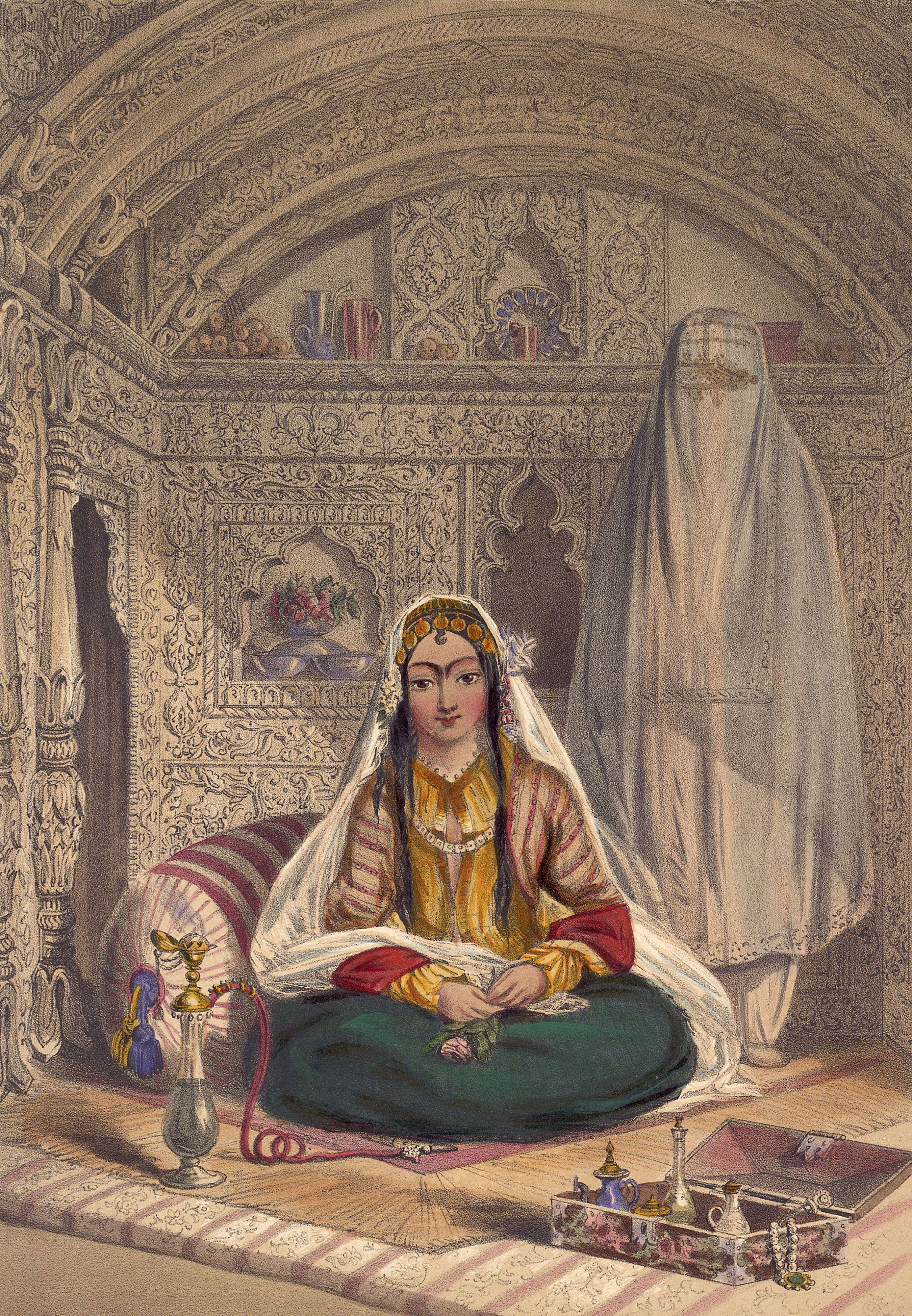
نگاره‌ای از یک بانوی قزلباش در کابل

قزلباش‌ها در افغانستان عمدتاً در مناطق شهری مانند کابل، قندهار یا هرات زندگی می‌کنند. برخی از آنها، از نوادگان سپاهیان به جا مانده از لشکر نادرشاه هستند.
با این حال، برخی دیگر در زمان امپراتوری درانی به این کشور آورده شدند. زمان‌شاه درانی سواره نظامی متشکل از ۱۰۰٬۰۰۰ نفر داشت، که بیشتر آنها قزلباش بودند. قزلباش‌های افغانستان در گذشته پست‌های مهمی در ادارات دولتی داشتند و امروزه به تجارت یا پیشه‌وری مشغول هستند. از زمان ایجاد افغانستان، آنها یک عنصر مهم و تأثیرگذار سیاسی جامعه را تشکیل می‌دهند. تخمین جمعیت آن‌ها از ۳۰٬۰۰۰ تا ۲۰۰٬۰۰۰ نفر متغیر است.
مونت‌استوارت الفنستون، در آغاز قرن نوزدهم، قزلباش‌های کابل را به‌عنوان شهرک‌نشینان ترک توصیف می‌کند، که در بین خودشان به فارسی و ترکی صحبت می‌کنند. آنهایی که به‌عنوان دانشمند، مرفه و با نفوذ توصیف می‌شوند، به‌نظر می‌رسد که زبان ترکی مادری خود را به زبان فارسی تغییر داده‌اند و در واقع ترک‌های پارسی‌مآب شده‌اند. فلورنتیا سیل (همسر رابرت هنری سیل) و وینسنت ایر که هر دو از همراهان مونت‌استوارت الفنستون بوده‌اند نیز، قزلباشان افغانستان را با عنوان «پارسی‌ها، ایرانی‌تبار یا از نوادگان ایرانی‌ها و کلاه سرخ» توصیف کرده‌اند.
نفوذ قزلباش‌ها در دولت باعث ایجاد خشم در میان طوایف پشتون حاکم شد، به‌ویژه پس از اینکه قزلباشان آشکارا با انگلیسی‌ها در جریان جنگ اول افغان و انگلیس (۱۸۳۹–۱۸۴۲) متحد شدند. در جریان کشتار اقلیت‌های شیعه در افغانستان توسط عبدالرحمن خان، قزلباش‌ها «دشمنان دولت» اعلام شدند و توسط دولت و اکثریت سنی مذهب تحت تعقیب و قتال قرار گرفتند. در سرود ملی پیشین افغانستان (۲۰۰۶–۲۰۲۱) در سطر سوم، از قزلباش‌ها به عنوان یک قوم یاد شده بود.

### بلغارستان، یونان و رومانی
سرزمین‌هایی مانند باباداغ در رومانی تا دیدیموتیچو در یونان سرزمین قزلباش‌های امروزی است. این سرزمین‌ها شامل بخشی از شرق بلغارستان، از جمله شهرهایی مانند دوبروجا و سیلیسترا است. اکثر قزلباش‌ها توسط مقامات عثمانی از قرن‌های ۱۵ تا ۱۷، به صورت داوطلبانه یا به اجبار از آناتولی به دوبروجا تبعید و ساکن شدند. جوامع قزلباش در لودوگوری (Deliorman) نیز حضور دارند. قزلباش‌ها هویت واقعی خود را پنهان می‌کنند و ظاهراً برای همسایگان ترک یا بلغار، خود را سنی ارتدوکس معرفی می‌کنند، یا بسته به اینکه چه کسی آنها را مخاطب قرار می‌دهد ادعا می‌کند که بکتاشی هستند. بر اساس سرشماری سال ۱۹۹۲، ۸۵٬۷۷۳ شیعه در بلغارستان زندگی می‌کردند.

### انگلیسی
- Savory, Roger M; Karamustafa, Ahmet T (2012). "6". ESMĀʿĪL I ṢAFAWĪ. Encyclopædia Iranica (به انگلیسی). Vol. 8. New York: Bibliotheca Persica Press. pp. 628–636. Archived from the original on 2012-11-17. Retrieved 2012-09-30.
- Britannica (2020). "Kizilbash | Ṣafavid history". Encyclopædia Britannica (به انگلیسی). Retrieved 2020-06-04.
- Matthee, Rudi (2008). "SAFAVID DYNASTY". Encyclopædia Iranica (به انگلیسی). Archived from the original on 17 November 2012. Retrieved 2013-06-02.
- Minorsky, Vladimir (1943). Tadhkirat al-muluk (به انگلیسی). London.